# Olios peninsulanus
Olios peninsulanus là một loài nhện trong họ Sparassidae.
Loài này thuộc chi Olios. Olios peninsulanus được Richard C. Banks miêu tả năm 1898.